# 170P/Кристенсена
Комета Кристенсена 4 (170P/Christensen) — короткопериодическая комета из семейства Юпитера, которая была обнаружена 17 июня 2005 года американским астрономом Эриком Кристенсеном в виде диффузного объекта 19,9 m звёздной величины и получила временное обозначение 2005 M1. Комета обладает довольно коротким периодом обращения вокруг Солнца — чуть более 8,6 года.

Орбита кометы Кристенсена 4 и её положение в Солнечной системе

## Сближения с планетами
В течение XX века комета четыре раза подходила к Юпитеру, ближе чем на 1 а. е.
- 0,85 а. е. от Юпитера 19 апреля 1917 года;
- 0,27 а. е. от Юпитера 30 ноября 1921 года;
- 0,90 а. е. от Юпитера 29 июля 1926 года;
- 0,43 а. е. от Юпитера 24 сентября 1992 года.